# توسل به سنت
توسل به سنت (به لاتین: argumentum ad antiquitatem)، نقطه مقابل توسل به تجدد، مغالطه‌ای است که در آن شخص کهنه و قدیمی بودن مطلبی را دلیل درستی یا خوبی آن بداند، و بگوید که چون این کار از پیشینیان به ما رسیده است و از قدیم انجام می‌شده پس درست است. میل به پذیرش اعتقادات گذشتگان، گرایش رایجی‌است که علت آن می‌تواند گرایش‌های باطنی به آداب و رسوم، تنبلی در تفکر، ترس از دگرگونی، تحول در وضع کنونی باشد. یکی از مصادیق مهم این مغالطه، مسئله عادت است که افراد با تکرار عمل خاصی و مداومت بر شیوه‌های خاص زندگی، با آن‌ها انس می‌گیرند و گاه می‌پندارند اگر فردی به کاری که دارای اشکالات و نواقص است عادت کند، این باعث جواز انجام آن کار برای او می‌شود.
سخت‌ترین و پرنفوذترین حالت این مغالطه، عادات اجتماعی‌است که هنجارها و ارزش‌های اجتماع را شکل می‌دهند. البته آداب و رسوم به خودی خود زشت و ناپسند نیستند؛ بلکه مغالطه توسل به سنت وقتی رخ می‌دهد که گروهی با این‌که خطا بودن برخی از این آداب را فهمیده‌اند باز دست از آن‌ها برنمی‌دارند یا تنها استدلالشان برای انجام دادن آن کار، ادامه دادن راه و روش گذشتگان باشد.
علی‌اصغر خندان مغالطهٔ عدم سابقه را شکلی از مغالطهٔ توسل به سنت می‌داند و آن را اینگونه تعریف می‌کند که «هر عقیدهٔ بی‌سابقه، مردود و نادرست است.»

## مثال‌ها
- من همیشه از بچگی عادت داشته‌ام که روی تخت به حالت درازکش درس بخوانم؛ دلیلی ندارد این رفتار را ترک کنم.

نقد: اگر ترک کنی، به زودی عادت می‌کنی به شیوه‌ای درس بخوانی که از نظر علمی درست است.
- مردم ما در طول تاریخ همیشه اسب می‌رانده‌اند. احمقانه است که بخواهیم ماشین سوار شویم.

نقد: ما می‌خواهیم مسافت‌های طولانی‌تری را مسافرت کنیم، و ماشین برای این مسافت‌ها مناسب‌تر از اسب است. علاوه بر این، دوره‌ای در تاریخ ما بوده است که گذشتگان ما تصمیم گرفتند به جای راه رفتن، اسب برانند.
- این قوانین از چندهزار سال پیش به ما رسیده است و ما همیشه به آن پایبند بوده‌ایم؛ بنابراین دلیلی برای تغییر آن‌ها وجود ندارد.

نقد: جامعه‌ای که آن قوانین در آن اجرا می‌شده‌اند، تغییر کرده است و لازم است قوانین نیز تغییر کنند.